# Par-Anleihe
Eine Par-Anleihe (englisch par bond, von daher auch die Bezeichnung Par-Bond) ist eine Anleihe, die zu pari notiert. Handelt es sich um eine Standardanleihe, so ist damit der Kupon gleich dem Marktzins.
Durch Schwankungen im Kursverlauf über die Zeit ist die Par-Eigenschaft flüchtig; eine heute zu pari notierte Anleihe kann schon morgen über oder unter par notieren und damit keine Par-Anleihe mehr sein.
Wird eine Anleihe zum Preis des Nennwerts neu begeben, so ist sie – zum Emissionszeitpunkt – eine Par-Anleihe. Ein Teil der im Rahmen des Brady-Plans aufgelegten Brady Bonds wurde als Par-Anleihen begeben und dauerhaft als par bonds bezeichnet – in Abgrenzung hauptsächlich zu discount bonds, die mit Abschlag vom Nennwert emittiert wurden.
Renditen von Par-Anleihen werden bei der rechnerischen Ermittlung von Zinsstrukturkurven betrachtet.